# Partido Nacional Liberal (Roménia)
O Partido Nacional Liberal (em romeno: Partidul Național Liberal, ou PNL) é um partido político da Romênia, de ideologia liberal. Fundado em 1875, é o partido político mais antigo do seu país e um dos mais antigos da Europa.
Até 2014, era membro da Aliança dos Democratas e Liberais pela Europa, mas, após as eleições europeias de 2014, tornou-se membro do Partido Popular Europeu. A nível internacional é membro da Internacional Liberal. Em Outubro de 2014, o Partido Democrata Liberal (PD-L) fundiu-se com o Partido Nacional Liberal.
O actual presidente da Romênia, Klaus Iohannis, foi presidente do partido.

## Resultados eleitorais

### Eleições legislativas

#### Câmara dos Deputados
| Data | CI.                          | Votos                        | %                            | Deputados | +/-     | Status   |
| ---- | ---------------------------- | ---------------------------- | ---------------------------- | --------- | ------- | -------- |
| 1990 | 3.º                          | 879 290                      | 6,4 / 100,0                  | 29 / 395  | Estável | Oposição |
| 1992 | Convenção Democrática Romena | Convenção Democrática Romena | Convenção Democrática Romena | 13 / 341  | 16      | Oposição |
| 1996 | Convenção Democrática Romena | Convenção Democrática Romena | Convenção Democrática Romena | 37 / 343  | 24      | Governo  |
| 2000 | 4.º                          | 747 263                      | 6,9 / 100,0                  | 30 / 345  | 7       | Oposição |
| 2004 | Aliança Justiça e Liberdade  | Aliança Justiça e Liberdade  | Aliança Justiça e Liberdade  | 64 / 332  | 34      | Governo  |
| 2008 | 3.º                          | 1 279 063                    | 18,6 / 100,0                 | 65 / 334  | 1       | Oposição |
| 2012 | União Social-Liberal         | União Social-Liberal         | União Social-Liberal         | 100 / 412 | 37      | Governo  |
| 2016 | 2.º                          | 1 412 377                    | 20,0 / 100,0                 | 69 / 329  | 31      | Oposição |
| 2020 | 2.º                          | 1 486 401                    | 25,19 / 100,0                | 93 / 330  | 24      | Governo  |

#### Senado
| Data | CI.                          | Votos                        | %                            | Deputados | +/-     | Status   |
| ---- | ---------------------------- | ---------------------------- | ---------------------------- | --------- | ------- | -------- |
| 1990 | 3.º                          | 985 094                      | 7,1 / 100,0                  | 10 / 119  | Estável | Oposição |
| 1992 | Convenção Democrática Romena | Convenção Democrática Romena | Convenção Democrática Romena | 8 / 143   | 2       | Oposição |
| 1996 | Convenção Democrática Romena | Convenção Democrática Romena | Convenção Democrática Romena | 19 / 143  | 11      | Governo  |
| 2000 | 4.º                          | 814 381                      | 7,5 / 100,0                  | 13 / 140  | 6       | Oposição |
| 2004 | Aliança Justiça e Verdade    | Aliança Justiça e Verdade    | Aliança Justiça e Verdade    | 23 / 137  | 10      | Governo  |
| 2008 | 3.º                          | 1 291 029                    | 18,7 / 100,0                 | 28 / 137  | 5       | Oposição |
| 2012 | União Social-Liberal         | União Social-Liberal         | União Social-Liberal         | 50 / 176  | 23      | Governo  |
| 2016 | 2.º                          | 1 440 193                    | 20,4 / 100,0                 | 30 / 136  | 20      | Oposição |
| 2020 | 2.º                          | 1 511 225                    | 25,58 / 100,0                | 41 / 136  | 11      | Governo  |

### Eleições presidenciais
| Data | Candidato apoiado   | 1ª Volta | 1ª Volta  | 1ª Volta     | 2ª Volta | 2ª Volta  | 2ª Volta      |
| Data | Candidato apoiado   | CI.      | Votos     | %            | CI.      | Votos     | %             |
| ---- | ------------------- | -------- | --------- | ------------ | -------- | --------- | ------------- |
| 1990 | Radu Câmpeanu       | 2.º      | 1 529 188 | 10,6 / 100,0 |          |           |               |
| 1992 | Emil Constantinescu | 2.º      | 3 717 006 | 31,1 / 100,0 | 2.º      | 4 641 207 | 38,6 / 100,0  |
| 1996 | Emil Constantinescu | 2.º      | 3 569 941 | 28,2 / 100,0 | 1.º      | 7 057 906 | 54,4 / 100,0  |
| 2000 | Theodor Stolojan    | 3.º      | 1 321 420 | 11,8 / 100,0 |          |           |               |
| 2004 | Traian Băsescu      | 2.º      | 3 545 236 | 33,9 / 100,0 | 1.º      | 5 126 794 | 51,2 / 100,0  |
| 2009 | Crin Antonescu      | 3.º      | 1 945 831 | 20,0 / 100,0 |          |           |               |
| 2014 | Klaus Iohannis      | 2.º      | 2 881 406 | 30,4 / 100,0 | 1.º      | 6 288 769 | 54,4 / 100,0  |
| 2019 | Klaus Iohannis      | 1.º      | 3 381 848 | 37,5 / 100,0 | 1.º      | 6,509,135 | 66,09 / 100,0 |

### Eleições europeias
| Data | CI.                             | Votos                           | %                               | +/-                             | Deputados | +/-     |
| ---- | ------------------------------- | ------------------------------- | ------------------------------- | ------------------------------- | --------- | ------- |
| 2007 | 3.º                             | 688 859                         | 13,4 / 100,0                    | Estável                         | 6 / 35    | Estável |
| 2009 | 3.º                             | 702 974                         | 14,5 / 100,0                    | 1,1                             | 5 / 33    | 1       |
| 2014 | 2.º                             | 835 531                         | 15,0 / 100,0                    | 0,5                             | 6 / 32    | 1       |
| 2019 | 1.º                             | 2 449 068                       | 27,0 / 100,0                    | 12,0                            | 10 / 32   | 4       |
| 2024 | Coligação Nacional pela Roménia | Coligação Nacional pela Roménia | Coligação Nacional pela Roménia | Coligação Nacional pela Roménia | 8 / 33    | 2       |